# Низаминский район
Низаминский район (азерб. Nizami Rayonu) — административная единица Азербайджана, один из 12 административных районов города Баку. Расположен в южной части Апшеронского полуострова. Район граничит на северо-западе с Наримановским районом, на северо-востоке с Сабунчинским районом, на востоке с Сураханским районом и на юге с Хатаинским районом.

## История
Район был образован в 1980 году из частей Наримановского и Шаумяновского районов. В него вошёл жилой массив 8-й километр и территория Новобакинского НПЗ. Назван в честь одного из крупнейших поэтов средневекового Востока Низами Гянджеви. Является одним из красивейших районов города, здесь расположен знаменитый базар 8-км.

## Транспорт

### Станции метро
Станции в границе района (с севера на юг):
| Линия 1                                        |
| ---------------------------------------------- |
| Кероглу Кара Караев Нефтчиляр Халглар Достлугу |

См. также: Список станций Бакинского метрополитена

### Основные транспортные магистрали
- Проспект Гейдара Алиева, являющийся северной границей района, переходящий в Беюкшорское шоссе;
- Проспект Бабека, являющийся южной границей района;
- Проспект Кара Караева, главная транспортная артерия жилого массива 8-й километр;
- Улица Рустама Рустамова, соединяющая Низаминский район с поселком Бакиханова.

## Наука и образование
На территории района находятся: 32 детских дошкольных учреждения, 24 общеобразовательных школы, 4 технических, средних специальных и профессиональных школы и 1 Высшее образовательное учреждение.

## Физическая культура и спорт
На территории района расположено большое количество спортивных сооружений, а также два стадиона:
- Баксель Арена
- Шафа

## Известные личности
- Агаев Иман Юсиф оглы — финансист, предприниматель, основатель и CEO ACME ind.
- Исаак Юрьевич Островский — инженер, архитектор, предприниматель
- Мири Юсиф - Народный артист Азербайджана
- Эмин Эфенди - продюсер, телеведущий и блогер